# Hatné
Hatné (in ungherese Hatna) è un comune della Slovacchia facente parte del distretto di Považská Bystrica, nella regione di Trenčín.